# Українська екологічна асоціація «Зелений світ»
«Зелений світ» — українська екологічна асоціація, створена в 1987 році на фоні загострення екологічних проблем, пов'язаних із катастрофою на Чорнобильській АЕС. Асоціація є членом найбільшої міжнародної громадської організації — федерації «Друзі Землі» (ориг. англ. Friends of the Earth).

## Створення і програма
Одним із засновників та першим головою «Зеленого світу» був відомий письменник, лікар, громадський діяч та дипломат Юрій Щербак, який у ті часи написав і опублікував документальну повість «Чорнобиль». Він також став одним із активістів новоствореного «Руху». Сергій Плохій пише у своєму романі Чорнобиль. Історія ядерної катастрофи, що тоді громадськість почала вимагати закриття Чорнобильської АЕС і більшої уваги до проблем жертв катастрофи. Екологічний активіст Юрій Щербак, представляючи асоціацію «Зелений світ», у квітні 1989 року опублікував програму асоціації, в основному зосереджену на проблемах, пов'язаних із Чорнобилем. Щербак балотувався в народні депутати СРСР у Києві. Учений і письменник, котрий ніколи не був членом Комуністичної партії, зіткнувся з гострою конкуренцією з боку партійних опонентів, які звинувачували Щербака у різних «гріхах», «українському буржуазному націоналізмі», «сіонізмі». Також, його цькували тим, що його дружина — полька. Але Щербака, який вперто тримався екологічної платформи асоціації «Зелений світ», було обрано 57 відсотками голосів виборців на виборчому окрузі з шістьма кандидатами. У 1989, коли Юрій Щербак поїхав до Москви на сесію З'їзду народних депутатів, він поставив екологічні проблеми на перше місце свого порядку денного. Серед 2 250 депутатів близько 40 репрезентували різні екологічні організації, і принаймні 300 додали екологічні проблеми до своїх програм.

## Керівництво
Як відзначає у книжжці про історію Асоціації її нинішній голова Юрій Самойленко, до її становлення були, причетні, окрім Щербака, і інші відомі представники демократичного і зеленого руху — українські письменники і публіцисти Олесь Гончар, С.Плачинда, А.Глазовий, академік-радіобіолог Д.Гродзинський та сотні інших українських патріотів, а день 28 грудня 1987 р. можна вважати датою організаційного оформлення першої неурядової, незалежної від компартійних та владних структур громадської природозахисної організації «Зелений світ». Згідно з представленою ним хронологією керівництва УЕА «Зелений світ»: Олесь Гончар став «батьком» УЕА. Сергій Плачинда очолював «Зелений світ» у 1989—1990 рр., Ю. Щербак — у 1990—1992 рр., а від 1994 р. очільником УЕА «Зелений світ» обраний Юрій Самойленко.

## Реєстрація
Як пише К.Левчук, у 1989 році, ще за радянських часів, перший Статут української екологічної асоціації «Зелений світ», за рекомендацією Ради Міністрів УРСР було зареєстровано при Державному комітеті з охорони природи УРСР, у чому була певна логіка — спільна мета діяльності державної та громадської структури. Але це понизило статус асоціації до рівня самодіяльної організації, позбавило права висувати кандидатів у депутати на виборах до Верховної Ради УРСР 1990 року, тоді як таке право згідно із Законом про вибори набули громадської організації. Цей статут було опубліковано в «Літературній Україні». Пізніше УЕА «Зелений світ» була зареєстрована 1992 року Міністерством Юстиції України, свідоцтво про реєстрацію Статуту об'єднання громадян № 371 від 30 грудня 1992 року. Пройшла перереєстрацію у 2000 році, відповідно до закону України «Про об'єднання громадян». Цього ж року УЕА «Зелений світ» зареєструвала в Міністерстві Юстиції України Положення про символіку Української екологічної асоціації «Зелений світ» та отримала Свідоцтво про реєстрацію символіки об'єднання громадян № 361 від 16 серпня 2000 р. 10 грудня 2009 року XIII з'їзд УЕА «Зелений світ» внесла та затвердила зміни до Статуту Асоціації, нова редакція якого була зареєстрована наказом Міністерства Юстиції України № 623/5 26 березня 2010 р.

## Діяльність
Асоціація сприяє формуванню в українському суспільствіві екологічного світогляду, підносить питання та залучає громадськість до вирішення екологічних проблем України, організовує проведення громадських екологічних експертиз проєктів розміщення, будівництва та реконструкції підприємств, які можуть бути джерелами забруднень, а також споруд, що можуть впливати на природне середовище (дамб, автострад, тощо), сприяє поширенню інформації про результати екологічних моніторингів і експертиз, здійснення науково-дослідної діяльності у галузях природокористування і дбайливого використання ресурсів. Асоціація бере участь у розробці та експертизі законопроєктів та інших документів у галузі охорони природи, налагоджує співпрацю з українськими та міжнародними громадськими природоохоронними організаціями, проводить екологічні конференції, семінари, культурні події.

## Друкований орган
Друкованим органом Асоціації є газета «Зелений світ».